# Crossopetalum pungens
Crossopetalum pungens är en benvedsväxtart som först beskrevs av Charles Wright, och fick sitt nu gällande namn av Werner Hugo Paul Rothmaler. Crossopetalum pungens ingår i släktet Crossopetalum och familjen Celastraceae. Inga underarter finns listade.